# Processo Röchling
Il processo Röchling è uno dei 20 processi di Rastatt. Si svolse dal 26 febbraio al 30 giugno 1948 davanti al Tribunal général francese di Rastatt contro Hermann Röchling e altri quattro dirigenti delle acciaierie Röchling per crimini contro la pace, crimini di guerra e crimini contro l'umanità. L'atto d'accusa è stato formulato sulla stessa base giuridica (Legge del Consiglio di controllo n. 10) dei successivi dodici processi di Norimberga e per questo è stato anche indicato come "Caso 13". Il processo si è svolto secondo la procedura prevista dallo SHAEF, a sua volta modellata secondo il diritto anglosassone, con la possibilità di procedure alla revisione su richiesta dell'imputato e dell'accusa.

## Contesto storico
Secondo l'accordo di Potsdam dell'agosto 1945, la Germania doveva diventare uno Stato democratico, denazificato e smilitarizzato al fine di sostenere la ricostruzione sia morale che economica attraverso il cambio dell'élite dirigenziale. Nei processi di Norimberga, contro i principali criminali di guerra, furono prese importanti decisioni, sia politiche che legali, sull'uso del lavoro forzato come programma criminale e nei confronti delle SS considerate alla pari di un'organizzazione criminale.
Nessun industriale era stato condannato dopo il processo contro Gustav Krupp. Un secondo processo internazionale per gravi crimini di guerra fu annullato all'inizio della Guerra Fredda, per non concedere ai sovietici un tribunale contro il sistema capitalista. Con la scelta di integrare la Germania occidentale nel Piano Marshall come baluardo contro il comunismo, i finanziamenti per i processi contro gli industriali furono tagliati e furono celebrati solo i processi dei membri dei gruppi industriali Flick, IG Farben e Krupp davanti al tribunale militare statunitense e nel caso del gruppo Röchling davanti al tribunale francese.

### Hermann Röchling
La famiglia Röchling aveva costituito un gruppo nell'area di confine franco-tedesca intorno alle ferriere di Völklingen a Saarbrücken e aveva determinato l'uso dell'industria metallurgica nella regione. Durante la prima guerra mondiale, Hermann Röchling fu incaricato di rappresentare gli interessi tedeschi nelle industrie metallurgiche francesi della Francia occupata. Dopo la sconfitta, Hermann e suo fratello Robert furono processati in contumacia da un tribunale militare di Amiens nel 1919 per saccheggio di proprietà private e distruzione intenzionale durante l'occupazione tedesca.
Il gruppo Röchling fu duramente colpito dalla guerra, perse le sue precedenti partecipazioni in Francia finendo a rinunciare agli stabilimenti in Alsazia-Lorena: per questo motivo fu parzialmente risarcito dal Reich tedesco. Essendo fuggito in Germania dopo il giudizio di Amiens, non poté essere graziato dal governo francese, a differenza del fratello Robert. Fu solo il 18 maggio 1942 che il governo di Vichy approvò una legge che annullava il precedente verdetto di Amiens nei suoi confronti.
Dal 1922 al 1935 Hermann Röchling si impegnò nella regione della Saar, che era diventata un mandato della Società delle Nazioni, come consigliere regionale e fu membro di tutte le delegazioni della Società delle Nazioni fino al 1933. Fu coinvolto fin dall'inizio a favore del ritorno della regione della Saar nel Reich tedesco e contro il dominio francese. Nel 1933 divenne il primo presidente del Partito popolare tedesco-Saarland, formatosi nello stesso anno insieme al NSDAP e ai partiti dello spettro borghese e nazionalista del Fronte tedesco che discussero dell'adesione della regione della Saar alla Germania nazionalsocialista. Nel 1935, dopo il referendum e il ritorno della Saarland al Reich tedesco, si unì al NSDAP.
Dedicò la sua influenza al servizio della politica di riarmo nazionalsocialista. Röchling divenne nominalmente il capo dell'intera industria siderurgica tedesca e fu uno degli otto maggiori industriali del Consiglio degli armamenti sotto la guida di Albert Speer. Fu a capo dell'azienda, a capo delle associazioni imprenditoriali e al tempo stesso a capo delle nuove forme organizzative del nazionalsocialismo.

## Il processo

### Capi d'accusa
L'atto d'accusa incluse tre capi di imputazione:
- Crimini contro la pace, preparando e conducendo una guerra di aggressione;
- Crimini di guerra, come saccheggio e uso del lavoro forzato;
- Crimini contro l'umanità, per le deportazioni e l'uso del lavoro forzato contro i civili.

Come i dirigenti della Krupp e della IG Farben, la dirigenza Röchling fu accusata di aver contribuito a scatenare una guerra di aggressione. Nel corso del processo, questa accusa fu perseguita solo contro Hermann Röchling. Nel procedimento di appello fu assolto perché, come nel precedente procedimento a carico di Albert Speer (davanti all'IMT) e Krupp, la corte non riconobbe all'imputato alcun ruolo significativo. In particolare fu accusato di essere a conoscenza dei maltrattamenti dei lavoratori e dell'introduzione di un sistema disciplinare con un tribunale interno e di un campo di istruzione al lavoro a Etzenhofen, oltre allo smantellamento delle fabbriche e alla privazione dei vantaggi derivanti dal funzionamento delle fabbriche occupate e dalla garanzia dei diritti per tutto il periodo della guerra. Hermann Röchling ha anche svolto un ruolo organizzativo centrale nell'impiego dei lavoratori in Francia e Germania, e si è riappropriato delle opere che erano state confiscate alla sua famiglia dopo la clausola risarcitoria del Trattato di Versailles e per le quali la famiglia aveva già ricevuto un risarcimento dalla Repubblica di Weimar, pur non avendo mai accettato l'atto giuridico dell'esproprio.

### Corte
- Tribunal général: presidenti di camera Gustave Lévy e Joseph Tschiember, Marcel Pihier (giudice d'appello di Parigi) e giudici laici Antoine Raymond Duparc de Badens e Henry Hornbostel. Furono invitati anche due giudici stranieri provenienti da Belgio e Olanda per rappresentare gli interessi di questi paesi.[8]
- Tribunal supérieur: esclusivamente giudici francesi.[9]

L'accusa fu guidata da Charles Gerstoffer, che aveva già lavorato nella delegazione francese come assistente procuratore per la sezione economica presso il Tribunale militare internazionale di Norimberga e successivamente aveva condotto numerosi interrogatori dei testimoni francesi a Norimberga, in preparazione dei processi di Norimberga contro gli industriali.
I pubblici ministeri furono Paul-Julien Doll, il belga Marcel Kieschen e il polacco Stanislaw Plawski: la procura internazionale doveva essere in grado di dimostrare la dimensione internazionale dei reati contestati.
La difesa fu composta da cinque avvocati tedeschi e due francesi. Questi includevano l'ex giudice navale Otto Kranzbühler, Pierre Leroy, dell'estrema destra francese, e Charles Levy, un ebreo emigrato dalla Saarland.

### Sentenze
Nel determinare la sentenza, il tribunale tenne conto dell'anzianità di Hermann Röchling e del fatto che si era speso per liberare i prigionieri della Gestapo oltre ad aver aiutato nel perdono degli ostaggi detenuti ad Auboué. Ernst Röchling fu riconsiderato per i suoi sentimenti umani e per il suo atteggiamento nei confronti di alcuni francesi e per alcuni interventi di von Gemmingen volti a migliorare le condizioni dei lavoratori.
| Accusato                  | Funzione                                | NSDAP  | Verdetto             | Verdetto in appello                | Fine pena                       |
| ------------------------- | --------------------------------------- | ------ | -------------------- | ---------------------------------- | ------------------------------- |
| Hermann Röchling          | Amministratore delegato                 | Membro | 7 anni di reclusione | 10 anni e confisca dei beni        | Agosto 1951                     |
| Hans-Lothar von Gemmingen | Capo del Consiglio di Amministrazione   | Membro | 3 anni               | 3 anni e 6 mesi, confisca dei beni | Libero sotto custodia cautelare |
| Ernst Röchling            | Membro del consiglio di amministrazione | -      | Assoluzione          | 5 anni e confisca dei beni         | Agosto 1951                     |
| Wilhelm Rodenhauser       | Direttore tecnico delle risorse umane   | -      | 3 anni               | 3 anni                             | metà 1949                       |
| Albert Maier              | Direttore finanziario                   | Membro | Assoluzione          | -                                  | -                               |

Il processo fu sospettato di essere una ritorsione nei confronti di Röchling per il ruolo avuto prima del referendum sull'annessione della Saarland al Terzo Reich, una vendetta per il coinvolgimento nella Lorena occupata e per il processo fallito del 1918: questo punto di vista comunque non rende giustizia alla qualità dell'atto d'accusa e del verdetto. L'accusa, il verdetto e il verdetto d'appello furono inclusi nella documentazione ufficiale (Green Series) per i successivi processi di Norimberga.
Dopo l'annuncio del verdetto d'appello Von Gemmingen fu rilasciato perché in custodia da più di tre anni; Rodenhauser fu rilasciato a metà del 1949 per motivi di salute; Ernst Röchling fu rilasciato l'11 agosto 1951 e Hermann Röchling una settimana dopo.